# Artūrs Matisons
Artūrs Matisons (né le 6 mai 1985 à Valmiera) est un coureur cycliste letton, spécialiste du BMX.

## Palmarès en BMX

### Jeux olympiques
- Pékin 2008
  - 4e du BMX

### Championnats du monde
- Perth 2003
  -  Champion du monde juniors
  -  Champion du monde cruiser juniors
- Victoria 2007
  - 4e du BMX

### Coupe du monde
- 2006 : 9e
- 2007 : 9e
- 2008 : vainqueur d'une manche (Madrid)

### Championnats d'Europe
- 2002
  -  Champion d'Europe de BMX juniors
- 2006
  -  Champion d'Europe de BMX
- 2007
  - 3e du championnat d'Europe de BMX
- 2008
  - 3e du championnat d'Europe de BMX